# Neïlo Perrin-Ganier
Neïlo Perrin-Ganier, né le 19 décembre 1996, est un coureur cycliste français spécialiste du VTT cross-country.

## Biographie
Issu d'une famille de cyclistes, Neïlo Perrin-Ganier pratique le VTT depuis son plus jeune âge. Son frère Titouan Perrin-Ganier est également un coureur cycliste spécialiste du VTT XCE.
En 2017, il est médaillé de bronze du relais mixte aux Championnats du monde de VTT à Cairns (avec Jordan Sarrou, Pauline Ferrand-Prévot, Mathis Azzaro et Léna Gérault).
Il est également champion de France de cross-country espoirs à Plœuc-sur-Lié en juillet 2017. En 2018, il rejoint l'équipe Absolute Absalon, gérée par Julien Absalon.

## Palmarès en VTT

### Championnats du monde
- Cairns 2017
  -  Médaillé de bronze du relais mixte

### Coupe du monde
- Coupe du monde de cross-country espoirs
  - 2018 : 16e du classement général

### Championnats de France
- 2013
  -  Championnat de France du relais mixte
- 2017
  -  Championnat de France de cross-country espoirs
- 2018
  - 2e du championnat de France de VTTAE cross-country